# Placca Bellingshausen
La placca Bellingshausen era un'antica placca tettonica della litosfera terrestre. 
Deriva il suo nome dal Mare di Bellingshausen che a sua volta è intitolato all'esploratore russo Fabian Gottlieb von Bellingshausen che guidò una spedizione navale nei territori dell'Antartide tra il 1820 e il 1821.

## Caratteristiche
La placca Bellingshausen si è fusa con la placca antartica circa 61 milioni di anni fa all'inizio del Paleogene quando cessò il suo movimento indipendente che era attivo durante il Cretaceo superiore. 
La placca era situata in prossimità della Terra di Marie Byrd, anche se i suoi margini non sono definiti con certezza.